# Korea Open 2023
Korea Open 2023 (cunoscut și în scopuri de sponsorizare sub numele de Hana Bank Korea Open 2023) a fost un turneu de tenis care s-a jucat pe terenuri dure în aer liber. A fost cea de-a 19-a ediție a turneului și un eveniment WTA 250 din circuitul WTA 2023. Turneul a avut loc la Olympic Park Tennis Center din Seul, Coreea de Sud, în perioada 9–15 octombrie 2023. Turneul masculin a fost întrerupt în acest an ca urmare a revenirii circuitului ATP în China.

## Campioni

### Simplu
Pentru mai multe informații consultați Korea Open 2023 – Simplu

### Dublu
Pentru mai multe informații consultați Korea Open 2023 – Dublu

## Distribuția punctelor
| Probă  | C   | F   | SF  | QF | R16 | R32 | Q   | Q2  | Q1  |
| Simplu | 280 | 180 | 110 | 60 | 30  | 1   | 18  | 12  | 1   |
| Dublu  | 280 | 180 | 110 | 60 | 1   | N/A | N/A | N/A | N/A |